# Гіподерма
Гіподе́рма (від грец. грец. ὑπο — «під», «внизу» і δέρμα — «шкіра») — шар покривів організму, зазвичай лежить глибше поверхневого шару. У безхребетних утворена шаром великих епітеліальних клітин. У круглих червів розташовується між кутикулою, що вкриває тіло ззовні, та шаром поздовжніх м'язових клітин. У цьому випадку кутикула виділяється гіподермою. Інколи гіподерма утворює синцитій (наприклад, у аскарид). У членистоногих гіподерма — одношаровий шкіряний епідерміс, що виділяє на поверхню речовину, яка утворює хітинізовану кутикулу. У павукоподібних похідним гіподерми є також залози: отруйні, павутинні, пахучі.
У рослин гіподерма — тканина з малою кількістю хлоропластів або зовсім без них, лежить під епідермою (наприклад, у хвої, насінні).